# Massila (distrito)
Massila (em árabe: المسيلة; romaniz.: al-Masila; em francês: M'sila, Msila ou MSila)  é um distrito localizado na província de M'Sila, Argélia, e cuja capital é a cidade de mesmo nome. O distrito consiste de apenas uma comuna.[carece de fontes?]